# Radiologia intervencionista
La radiologia intervencionista (RI) és una especialitat mèdica que realitza diversos procediments mínimament invasius guiant-se per imatge mèdica, com ara la fluoroscòpia de raigs X, tomografia computada, ressonància magnètica o ecografia. L'RI realitza tant procediments diagnòstics com terapèutics a través d'incisions molt petites o per orificis corporals. Els procediments de diagnòstic d'RI són aquells destinats a ajudar a fer un diagnòstic o guiar un tractament mèdic posterior, i inclouen la biòpsia guiada per imatge d'un tumor o la injecció d'un agent de contrast d'imatge en una estructura tubular, com ara com un vas sanguini o un conducte. Per contra, els procediments d'RI terapèutics proporcionen tractament directe: inclouen el lliurament de medicaments a través de catèters, la col·locació de dispositius mèdics (per exemple, stents) i l'angioplàstia d'estructures estretes.
Els principals avantatges de les tècniques de radiologia intervencionista són que poden arribar a les estructures profundes del cos a través d'un orifici corporal o una petita incisió utilitzant petites agulles i filferros. Això disminueix els riscos, el dolor i la recuperació en comparació amb els procediments oberts. La visualització al moment també permet orientar amb precisió l'anormalitat, fent que el procediment o el diagnòstic sigui més precís. Aquests beneficis es ponderen amb els riscos addicionals de la falta d'accés immediat a les estructures internes (en cas que es produeixi una hemorràgia o una perforació) i els riscos de l'exposició a la radiació com ara les cataractes i el càncer.